# Бенджамин, Мара
Мара Бенджамин (англ. Mara H. Benjamin) — американская исследовательница современной иудаики. Стипендиат фонда Гуггенхайма 2024 года, автор книг «Библия Розенцвейга» (англ. Rosenzweig’s Bible) и «Обязанное Я» (англ. The Obligated Self), профессор иудаики имени Ирен Каплан Лейвант в колледже Маунт-Холиок.

## Биография
Мара Хиллари Бенджамин родилась в семье Джудит Бенджамин, преподавателя английского языка как иностранного в колледже Северного Сиэтла, и Кеннета Коллинза, старшего советника по безопасности Национальной лаборатории Лос-Аламоса. Её дед по отцовской линии, Сэмюэл Карл Коллинз, родился в еврейской семье из Браунсвилла, Бруклин, которые ранее эмигрировали из Одессы (ныне Украина). Позднее она взяла фамилию своего отчима, инженера-эколога и профессора Вашингтонского университета Марка М. Бенджамина. Она училась в средней школе Гарфилда, где в 1988 году, на фоне потепления отношений между Советским Союзом и Соединёнными Штатами, она приняла участие в проекте подросткового космического моста KING-TV/Гостелерадио с учениками.
Бенджамин получила степень бакалавра в колледже Хэмпшира и докторскую степень (2005 г.) по современной еврейской мысли на кафедре религиоведения Стэнфордского университета, а также диплом по иудаике в Оксфордском центре иврита и иудаики. Её докторская диссертация «Франц Розенцвейг и Священное Писание» была написана под руководством Арнольда Эйзена. В 2004-2005 годах она была стипендиатом Hazel D. Cole в Центре иудаики Stroum Вашингтонского университета, а в 2005-2007 годах — постдокторантом Джейкоба и Хильды Блауштейн в Йельском университете. В 2008 году она пришла в колледж Св. Олафа в качестве доцента кафедры религии. В 2017 году она перешла в колледж Маунт-Холиок, где ранее работала аудитором у профессора Маунт-Холиок Лоуренса Файна во время учёбы в Хэмпшире, а впоследствии стала профессором иудаики имени Ирен Каплан Лейвант.
Бенджамин специализируется на современных исследованиях иудаики. В 2009 году она опубликовала свою первую книгу — монографию о еврейском философе Франце Розенцвейге под названием «Библия Розенцвейга». В 2019 году она получила премию Американской академии религии в номинации «Конструктивно-рефлексивные исследования» за свою следующую книгу «Обязанное Я» (2018). В 2024 году ей была присуждена стипендия Гуггенхайма в области религии.

### Личная жизнь
В 2004 году Бенджамин вступила в партнёрство с социальным работником Мирьям Кабаков.
Первоначально посещавшая консервативную синагогу, Бенджамин позже, после встречи с Кабаков, перешла на соблюдение субботы. Она также планировала поступить в еврейскую семинарию, но передумала, осознав, что ей придётся работать раввином в Шаббат.